# 卡里魯足球俱樂部
卡里魯足球俱樂部是愛沙尼亞塔林市讷梅区的一家足球俱樂部。俱樂部參加愛沙尼亞足球甲級聯賽的賽事。球队的主场为希乌体育场。
俱樂部創建於1923年，並在1997年重建。2008年他們打入甲級聯賽並从未降级过。俱乐部获得过两次甲级联赛的冠军、一次愛沙尼亞盃和一次愛沙尼亞超級盃。

## 榮譽
- 愛沙尼亞足球甲級聯賽

 冠軍 (2)：2012, 2018
- 愛沙尼亞盃

 冠軍 (1)：2014–15
- 愛沙尼亞超級盃

 冠軍 (1)：2019